# Madonna (video)
Madonna je video kompilacija američke pjevačce Madonne na kojoj se nalaze 4 pjesme. EP je izdan pod Warner Bros. Videom 1984. u svrhu promoviranja drugog studijskog albuma Like a Virgin. Ovo je prva, ali i zadnja Madonnina kompilacija koja je uključivala glazbeni spot za pjesmu "Burning Up.

## Formati
Kompilacija je izdana kao VHS te LD.

## Popis pjesama
1. "Burning Up" - 4:00
2. "Borderline" - 3:55
3. "Lucky Star" - 5:04
4. "Like a Virgin" - 3:39